# Thomas Agyepong
Thomas Agyepong (Accra, 10 oktober 1996) is een Ghanees voetballer die als aanvaller speelt. In het verleden kwam hij in Nederland uit voor FC Twente en NAC Breda. Agyepong debuteerde in 2017 in het Ghanees voetbalelftal.

## Clubcarrière
Agyepong verruilde in januari 2015 de Right to Dream Academy in Ghana voor de jeugdopleiding van Manchester City. Hij tekende een contract tot medio 2018 bij de club. Manchester City verhuurde hem gedurende het seizoen 2015/16 aan FC Twente. Daarvoor maakte Agyepong op 4 oktober 2015 zijn debuut in het betaald voetbal, tegen AZ. Hij kwam na 76 minuten het veld in als vervanger van Michael Olaitan. FC Twente verloor de wedstrijd met 3−1. Gedurende het seizoen 2016/17 speelde Agyepong op huurbasis voor NAC Breda, dan uitkomend op het tweede niveau. Daarmee promoveerde hij via de play-offs naar de Eredivisie. Manchester City verhuurde Agyepong in juli 2017 nog een jaar aan NAC. Hierna speelde hij op huurbasis voor Hibernian (Schotland) en Waasland-Beveren (België). Medio 2020 keerde hij terug bij het onder 23 team van Manchester City. In oktober 2020 ging hij op huurbasis naar Lommel SK.
Bij Manchester City wist hij niet door te breken, waarop hij medio 2023 in Estland aan de slag ging bij Paide Linnameeskond. Na 49 officiële wedstrijden, 3 doelpunten en 5 assists verliet de voormalig Ghanese international de club anderhalf jaar later.

## Clubstatistieken
| Seizoen         | Club                | Competitie           | Competitie | Competitie | Beker | Beker | Internationaal | Internationaal | Play-offs | Play-offs | Totaal | Totaal |
| Seizoen         | Club                | Competitie           | Wed.       | Dlp.       | Wed.  | Dlp.  | Wed.           | Dlp.           | Wed.      | Dlp.      | Wed.   | Dlp.   |
| --------------- | ------------------- | -------------------- | ---------- | ---------- | ----- | ----- | -------------- | -------------- | --------- | --------- | ------ | ------ |
| 2015/16         | Manchester City     | Premier League       | 0          | 0          | 0     | 0     | –              | –              | –         | –         | 0      | 0      |
| 2015/16         | → FC Twente         | Eredivisie           | 14         | 1          | 0     | 0     | –              | –              | –         | –         | 14     | 1      |
| 2016/17         | → NAC Breda         | Eerste divisie       | 27         | 2          | 1     | 0     | –              | –              | 4         | 1         | 32     | 3      |
| 2017/18         | → NAC Breda         | Eredivisie           | 12         | 0          | 1     | 0     | –              | –              | –         | –         | 13     | 0      |
| 2018/19         | → Hibernian         | Scottish Premiership | 9          | 1          | 1     | 0     | –              | –              | –         | –         | 10     | 1      |
| 2019/20         | → Waasland-Beveren  | Jupiler Pro League   | 14         | 0          | 1     | 0     | –              | –              | –         | –         | 15     | 0      |
| 2020/21         | → Lommel SK         | Eerste Klasse B      | 0          | 0          | 0     | 0     | –              | –              | –         | –         | 0      | 0      |
| 2021/22         | → Lommel SK         | Eerste Klasse B      | 13         | 0          | 0     | 0     | –              | –              | –         | –         | 13     | 0      |
| 2023            | Paide Linnameeskond | Meistriliiga         | 16         | 1          | 4     | 2     | 2              | 0              | –         | –         | 22     | 3      |
| 2024            | Paide Linnameeskond | Meistriliiga         | 24         | 0          | 0     | 0     | 3              | 0              | –         | –         | 27     | 0      |
| Carrière totaal | Carrière totaal     | Carrière totaal      | 129        | 5          | 8     | 2     | 5              | 0              | 4         | 1         | 146    | 8      |

## Interlandcarrière
Agyepong debuteerde op 11 juni 2017 in het Ghanees voetbalelftal, tijdens een met 5–0 gewonnen kwalificatiewedstrijd voor de Afrika Cup 2019 thuis tegen Ethiopië. Hij speelde die dag de hele wedstrijd. Hij maakte deel uit van de Ghanese selectie op het Afrikaans kampioenschap voetbal 2019.